# NSG Oberst Schiel

Vereinswappen

Die NSG Oberst Schiel (Niederräder Schützengesellschaft „Oberst Schiel“ 1902 e. V.) ist ein Schützenverein aus dem Frankfurter Stadtteil Niederrad. Überregionale Bekanntheit erlangte der Verein durch seine Frauen-Fußballmannschaft, die von 1968 bis 1979 bestand, mehrfach um die deutsche Meisterschaft spielte und im Jahr 1977 nur knapp im Finale scheiterte. Das heutige Vereinsheim der Niederräder Schützengesellschaft, das in den Jahren 1977 bis 1982 errichtet wurde, befindet sich in der Golfstraße 17 am Carl-von-Weinberg-Park in Niederrad.

## Geschichte
Der Schützenverein wurde am 30. November 1902 in einer Gaststätte in der Niederräder Schwarzwaldstraße gegründet. Namensgeber war Adolf Schiel (1858–1903), ein aus Frankfurt stammender Offizier, der sich unter anderem als Oberster und Kommandeur des deutschen Freikorps in Südafrika einen Namen gemacht und durch seine nach seiner Rückkehr nach Deutschland veröffentlichten Memoiren („23 Jahre Sturm und Sonnenschein in Süd-Afrika“) einen gewissen Bekanntheitsgrad erlangt hatte.
Nach der Auflösung der Vereine durch den Alliierten Kontrollrat dauerte es in der Nachkriegszeit bis 1951, bis wieder eine Mitgliederversammlung stattfand und 1956 wurde der Verein unter dem alten Namen wieder in das Vereinsregister eingetragen. Dass der kleine Verein bundesweit für Aufsehen sorgte, verdankt er einer Reihe von Frauen, die im Jahr 1967 einem Fußballspiel der Schützen gegen den Betriebssportverein „Franken 66“ aus dem gegenüberliegenden Gallusviertel zuschauten und beschlossen, im Jahr darauf selbst ein Spiel auszutragen. Am 30. Juni 1968 standen sich dann tatsächlich die Frauenmannschaften der Schützengesellschaft und der „Franken“ gegenüber, es endete 0:3, und umgehend wurde eine Revanche für das nächste Jahr vereinbart. Diese aus einer Laune heraus entstandenen Begegnungen waren die Initialzündung für das Entstehen einer der erfolgreichsten Mannschaften im deutschen Frauenfußball der 1970er Jahre.

## Frauenfußball

Ankündigung zum Endrunden-Spiel gegen TSV Siegen am 7. Juni 1976

Der Frauenfußball in Deutschland erlangte nach dem Verbot 1955 erst im Oktober 1970 durch den Deutschen Fußball-Bund Anerkennung, bis dahin gab es keinerlei offizielle Wettbewerbe. Meisterschaften der Landesverbände fanden erst 1973 statt, im Jahr darauf wurde der erste deutsche Meister im Frauenfußball ermittelt. Dadurch, dass sich die Frauenmannschaft des Schützenvereins durch einen geordneten Trainingsbetrieb unter Trainer Ferdinand Stang und durch den Zulauf von Spielerinnen aus anderen Sportarten inzwischen zu einer schlagkräftigen Mannschaft entwickelt hatte, eilte sie nach Eröffnung des offiziellen Spielbetriebs des DFB von Erfolg zu Erfolg. Die obersten Spielklassen der Frauen war in den 1970ern maximal auf Landesverbandsebene organisiert (eine Bundesliga wurde erst 1990 eingeführt), die jeweiligen Meistermannschaften spielten in einer Endrunde die deutsche Meisterschaft aus. In der Hessenliga von Anfang an führend, erreichte die NSG bereits die erste Endrunde 1974, wo sie am späteren Meister TuS Wörrstadt scheiterte.
Zur Runde 1975/76 schloss sich mit Bärbel Wohlleben eine der besten deutschen Fußballerinnen dem Verein an, und die Niederräderinnen qualifizierten sich erneut für die deutsche Endrunde, hatten aber gegen den TSV Siegen das Nachsehen. Im Jahr darauf verteidigten die Frauen des NSG ihren Titel als Hessenmeister und erreichten in der Endrunde 1977 durch Siege über TeBe Berlin, den Rendsburger TSV und SV Schlierstadt das Endspiel um die deutsche Meisterschaft. Vor 8000 Zuschauern im Kreisstadtstadion erreichten die Niederräderinnen im Hinspiel ein 0:0 gegen das heimische Team der SSG 09 Bergisch Gladbach, doch im Rückspiel vor eigenem Publikum unterlag man der Elf von Spielertrainerin Anne Trabant-Haarbach mit 0:1. Die Vizemeisterschaft 1977 war der Höhepunkt der kurzen Geschichte der Frauenfußballmannschaft des Schützenvereins. Zwar erreichte sie 1979 nochmals die Endrunde, doch vor allem aufgrund von Nachwuchsproblemen wurde die Fußballmannschaft noch im selben Jahr aufgelöst. Die verbliebenen aktiven Spielerinnen wechselten zur SKG Frankfurt.